# Lieberose
Lieberose település Németországban, azon belül Brandenburgban. Lakosainak száma 1338 fő (2023. december 31.). Lieberose Schwielochsee és Jamlitz községekkel határos.

## Népesség
A település népességének változása:
| Lakosok száma | 1638 | 1379 | 1360 | 1340 | 1329 | 1338 |
|               | 2012 | 2017 | 2019 | 2021 | 2022 | 2023 |